# Короткоклювая танагра-медосос
Короткоклювая танагра-медосос (лат. Cyanerpes nitidus) — вид птиц из семейства танагровых. Птицы обитают в субтропических и тропических низменных влажных лесах, от восточных склонов Анд в департаментах Какета, Ваупес и Гуайния (юго-восточная Колумбия) восточнее до штатов Амасонас и Боливар (южная Венесуэла), Гайаны, Суринама и, возможно, Французской Гвианы, южнее через восточный Эквадор до регионов Паско, Уануко и Укаяли (северо-восточный Перу), и до западных штатов Бразилии — восточного Амазонас, северного Рондония и северо-западного Мату-Гросу. Длина тела 10-11 см, масса около 8 грамм.